# فيلاندر سي نوكس
فيلاندر سي نوكس (بالإنجليزية: Philander C. Knox)‏ ( 6 ايار مايو،1853 –  12 تشرين الأول أكتوبر 1921) محامي أمريكي ومدير بنك وسياسي .أنتخب عضواً في مجلس الشيوخ الأمريكي عن ولاية بنسلفانيا مرتين (1904–1909, 1917–1921) شغل منصب نائب عام الولايات المتحدة (1901–1904) كما عمل وزيراً للخارجية (1909–1913) .كان فيلاندر نوكس محامياً لامعاً في مدينة بيتسبرغ (بنسيلفانيا) حيث زاول المحاماة في المكتب المعروف ب (كنوكس اند ريد) , وهو أحد مؤسسي مدينة (مونيسين) بولاية بنسلفانيا حيث سُمي أحد الشوارع بأسمه .وعمل في مجال الأعمال حيث كان مديراً لمصرف بيتسبرغ الوطني التجاري.

## روابط خارجية
- فيلاندر سي نوكس على موقع الموسوعة البريطانية (الإنجليزية)
- فيلاندر سي نوكس على موقع إن إن دي بي (الإنجليزية)